# Râul Neidenelva
Neidenelva (Njeävdám în limba sami, Näätämöjoki în finlandeză) este un râu în Finlanda și Norvegia. Are ca sursă lacul Ii și se varsă în Neidenfjord, care debușează în Oceanul Arctic.
Pe parcursul lui, Neidenelva prezintă zone de lărgire, dând naștere lacurilor Kaarttilompolo, Vuodasluobal și Opukas (cele mai mari).
De asemenea Neidenelva reprezintă o zonă bună de pescuit la somon.